# Alexandre Mickalezyk
Pas d'image ? Cliquez ici

a Compétitions nationales et continentales officielles uniquement.

b Matchs officiels uniquement.
Alexandre Mickalezyk, né le 5 mars 1997, est un joueur de rugby à XIII français évoluant au poste de deuxième ligne ou de troisième ligne. Formé à Limoux avec lequel il dispute ses premières rencontres en Championnat de France en 2014, il s'expatrie en Australie pour intégrer les clubs jeunes de Sydney Roosters puis revient en France pour intégrer l'équipe Academy des Dragons Catalans avec qui ils disputent par l'intermédiaire de Saint-Estève XIII Catalan des rencontres de Championnat de France. Il rejoint en 2017 Carcassonne puis en 2018 réintègre Limoux. Enfin, il connaît une sélection avec l'équipe de France contre la Serbie fin 2018.

## Palmarès
- Collectif :
  - Vainqueur du Championnat de France : 2023 (Limoux).
  - Finaliste du Championnat de France : 2022 (Limoux).
  - Vainqueur du  Championnat de France de Nationale 2: 2025 (Gratentour).

### Détails en sélection
| 1. | 7 octobre 2018 | Serbie | 54-2 | Amical | Troisième ligne | 0 | 0 | 0 | 0 |

### En club
| Saison    | Club                      | Compétition           | Matchs | Points | Essais | Goals | Drops |
| --------- | ------------------------- | --------------------- | ------ | ------ | ------ | ----- | ----- |
| 2015-2016 | Limoux                    | Championnat de France | 10     | 6      | 1      | 1     | -     |
| 2016-2017 | Saint-Estève XIII Catalan | Championnat de France | 13     | 4      | 1      | -     | -     |
| 2017-2018 | Carcassonne               | Championnat de France | 17     | 14     | 1      | 5     | -     |
| 2018-2019 | Limoux                    | Championnat de France | 13     | 4      | 1      | -     | -     |
| 2019-2020 | Limoux                    | Championnat de France | 9      | 8      | 2      | -     | -     |
| 2020-2021 | Limoux                    | Championnat de France | 7      | 4      | 1      | -     | -     |